# Geodatastyrelsen
Geodatastyrelsen är en myndighet för lantmäteri i Danmark. Myndigheten ansvarar för egendomsregister och sjökort i Danmark och Grönland. Myndigheten har funnits i ungefär sin nutida form sedan 1989 då Geodætisk Institut, Søkortarkivet och Matrikeldirektoratet slogs samman. De olika delarna har dock funnits längre. Det Kongelige Søkortarkiv skapades 1784 och det har funnits ett kontinuerligt underhållet egendomsregister sedan 1844. Myndigheten har sitt säte på Lindholm Brygge 31 i Nørresundby och ligger under Klima-, Energi- og Forsyningsministeriet. Den hade 2023 drygt 150 anställda. Den har haft sin nuvarande namn sedan 2012, innan dess hette den Kort- og Matrikelstyrelsen.